# Tour de France 1919
| 13. Tour de France 1919 – Endstand |                     |                           |
| Streckenlänge                      | 15 Etappen, 5560 km | 15 Etappen, 5560 km       |
| Toursieger                         | Firmin Lambot       | 231:07:15 h (24,057 km/h) |
| Zweiter                            | Jean Alavoine       | + 1:42:54 h               |
| Dritter                            | Eugène Christophe   | + 2:26:31 h               |
| Vierter                            | Léon Scieur         | + 2:52:15 h               |
| Fünfter                            | Honoré Barthélémy   | + 4:14:22 h               |
| Sechster                           | Jacques Coomans     | + 15:21:34 h              |
| Siebenter                          | Luigi Lucotti       | + 16:01:12 h              |
| Achter                             | Joseph Vandaele     | + 18:23:02 h              |
| Neunter                            | Alfred Steux        | + 20:29:01 h              |
| Zehnter                            | Jules Nempon        | + 21:44:12 h              |

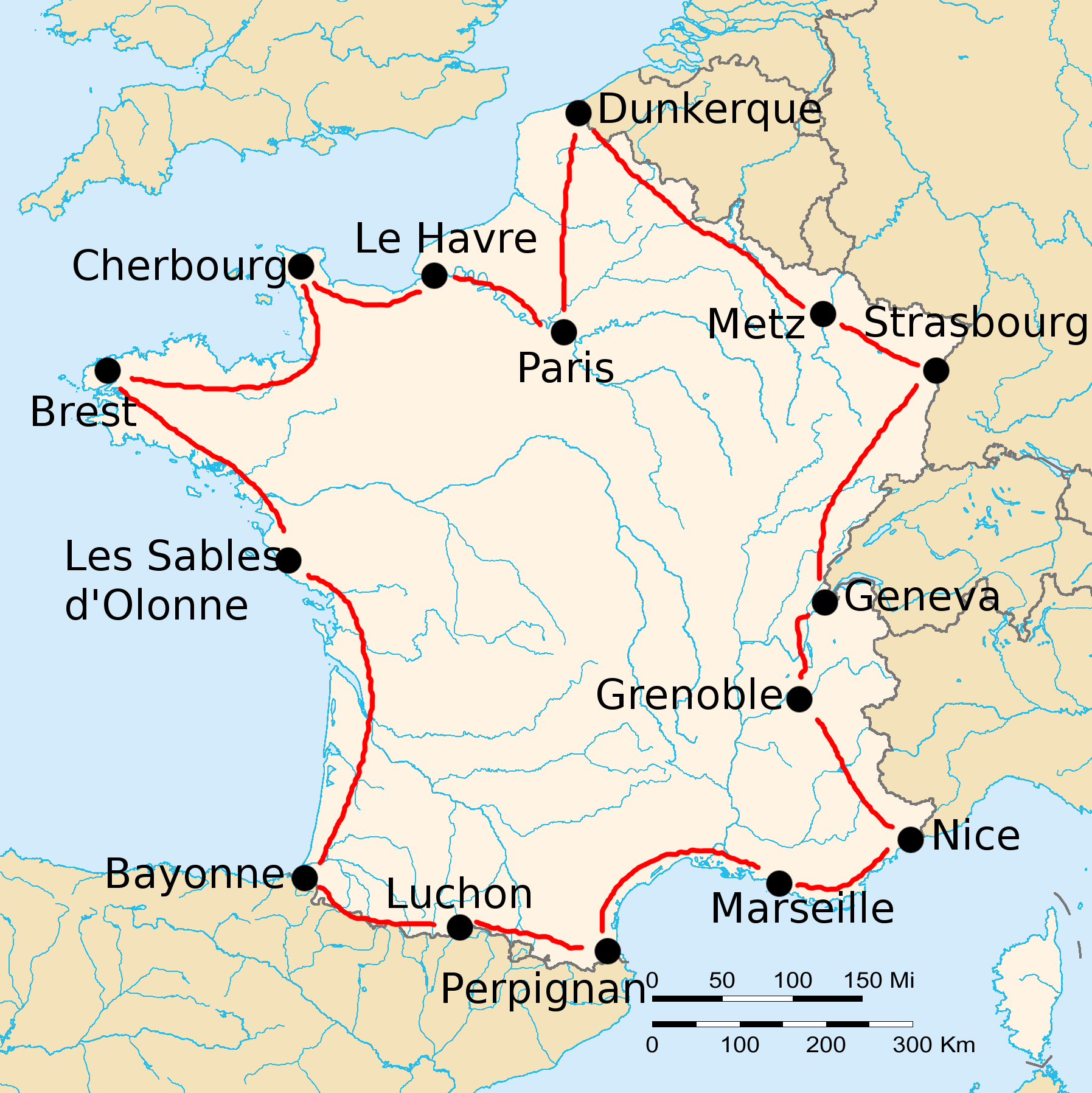
Streckenkarte der Tour de France 1919

Die 13. Tour de France fand vom 29. Juni bis zum 27. Juli 1919 statt. Die erste Tour nach einer vierjährigen Pause wegen des Ersten Weltkrieges hatte 15 Etappen, auf denen die Fahrer 5.560 km zurücklegen mussten. Damit war diese Tour die zweitlängste in der Tour-Geschichte. Von den lediglich 67 Teilnehmern kamen auch nur 10 in Paris an.
Die Tour führte auch erstmals durch Straßburg, das durch die Abtretung von Elsaß-Lothringen seit 1919 zu Frankreich gehörte. 

## Rennverlauf
Gestartet wurde die Rundfahrt in Paris, Ziel war zum wiederholten Male der Pariser Parc des Princes. Zum dritten Mal fand die Rundfahrt gegen den Uhrzeigersinn statt. Die Strecke schloss auch Etappenorte im Elsass mit ein, die nach dem Ende des Weltkrieges wieder zu Frankreich gehörten.
Der Belgier Jean Rossius gewann zwar die erste Etappe, wurde jedoch aufgrund einer 30-minütigen Zeitstrafe nicht als Gesamtführender gewertet, da er Philippe Thys eine Wasserflasche überreichte. Dies wurde von der Rennleitung als verbotene Hilfe eines anderen Fahrers gewertet. Der Etappenzweite Henri Pélissier übernahm stattdessen die Gesamtführung. Pélissier konnte dann auch die zweite Etappe für sich entscheiden. Sein Bruder Francis gewann die dritte Etappe. Ab der zehnten Etappe trug der Gesamtführende zum ersten Mal das Gelbe Trikot. Der Franzose Eugène Christophe war der erste Träger dieses Trikots, das den Führenden der Gesamtwertung sichtbar präsentierte.
Der bereits 35 Jahre alte Christophe hatte mit 28 Minuten einen soliden Vorsprung, den er jedoch verlor, als er mehr als eine Stunde bei der Reparatur seines Fahrrades verlor. Nach dem geltenden Reglement mussten die Fahrer ihre Räder eigenhändig reparieren. So konnte Firmin Lambot noch vorbeiziehen und die Rundfahrt für sich entscheiden. Seine Durchschnittsgeschwindigkeit während der Rundfahrt betrug 24,054 km/h.

## Die Etappen
| Etappen    | Start – Ziel                  | km  | Etappensieger     | Gelbes Trikot     |
| ---------- | ----------------------------- | --- | ----------------- | ----------------- |
| 1. Etappe  | Paris – Le Havre              | 388 | Jean Rossius      | Henri Pélissier   |
| 2. Etappe  | Le Havre – Cherbourg          | 364 | Henri Pélissier   | Henri Pélissier   |
| 3. Etappe  | Cherbourg – Brest             | 405 | Francis Pélissier | Henri Pélissier   |
| 4. Etappe  | Brest – Les Sables-d’Olonne   | 412 | Jean Alavoine     | Eugène Christophe |
| 5. Etappe  | Les Sables-d’Olonne – Bayonne | 482 | Jean Alavoine     | Eugène Christophe |
| 6. Etappe  | Bayonne – Luchon              | 326 | Honoré Barthélémy | Eugène Christophe |
| 7. Etappe  | Luchon – Perpignan            | 323 | Jean Alavoine     | Eugène Christophe |
| 8. Etappe  | Perpignan – Marseille         | 370 | Jean Alavoine     | Eugène Christophe |
| 9. Etappe  | Marseille – Nizza             | 338 | Honoré Barthélémy | Eugène Christophe |
| 10. Etappe | Nizza – Grenoble              | 333 | Honoré Barthélémy | Eugène Christophe |
| 11. Etappe | Grenoble – Genf (CH)          | 325 | Honoré Barthélémy | Eugène Christophe |
| 12. Etappe | Genf (CH) – Straßburg         | 371 | Luigi Lucotti     | Eugène Christophe |
| 13. Etappe | Strasbourg – Metz             | 315 | Luigi Lucotti     | Eugène Christophe |
| 14. Etappe | Metz – Dunkerque              | 468 | Firmin Lambot     | Firmin Lambot     |
| 15. Etappe | Dunkerque – Paris             | 340 | Jean Alavoine     | Firmin Lambot     |